# Vilque (distrito)
Vilque é um distrito do Peru, departamento de Puno, localizada na província de Puno.

## Transporte
O distrito de Vilque é servido pela seguinte rodovia:
- PU-122, que liga a cidade de Puno ao distrito de Cabanillas [1][2][3]